# Рембово (Плоцький повіт)
Рембово (пол. Rębowo) — село в Польщі, у гміні Вишогруд Плоцького повіту Мазовецького воєводства.
Населення — 586 осіб (2011).
У 1975-1998 роках село належало до Плоцького воєводства.

## Демографія
Демографічна структура станом на 31 березня 2011 року:
|          | Загалом | Допрацездатний вік | Працездатний вік | Постпрацездатний вік |
| -------- | ------- | ------------------ | ---------------- | -------------------- |
| Чоловіки | 296     | 61                 | 190              | 45                   |
| Жінки    | 290     | 55                 | 153              | 82                   |
| Разом    | 586     | 116                | 343              | 127                  |